# شهرستان فرانکلین (جورجیا)
شهرستان فرانکلین، جورجیا (به انگلیسی: Franklin County, Georgia) یک سکونتگاه مسکونی در ایالات متحده آمریکا است که در جورجیا واقع شده‌است.